# Czesław Kazimierz Miłoszewski
Czesław Kazimierz Miłoszewski herbu Kościesza – miecznik łęczycki w latach 1649-1650, sekretarz królewski. 
Poseł sejmiku łęczyckiego na sejm 1650 roku.